# 우노정
우노정(宇野町)은 오카야마현 고지마군에 있던 정이다. 현재의 다마노시에 해당한다.

## 역사
- 1906년 4월 1일 - 다마노촌의 일부, 다이촌의 일부가 합병해 우노촌이 발족하였다.
- 1919년 1월 1일 - 정으로 승격해 우노정이 되었다.
- 1940년 8월 3일 - 히비정과 합병해 다마노시가 성립, 동일 우노정은 폐지되었다.

## 교통

### 철도
- 일본국유철도
  - 산인본선

### 항만
- 우노항